# Chungju
Chungju est une ville de la province du Chungcheong du Nord, en Corée du Sud. La montagne de Namsan est située dans la ville. Elle est célèbre pour son festival d'arts martiaux tenu chaque année en octobre. Ses symboles sont le chrysanthème (fleur), le canard mandarin (oiseau) et le pommier (arbre).

## Histoire
Chungju est au cœur du Jungwon, une région où les plus importantes découvertes concernant le Paléolithique en Corée ont été faites, en particulier dans les grottes de Durubong et sur le site de Sorori, montrant notamment la présence du riz et la chasse sélective des cerfs.
À l'époque des Trois Han, Chungju appartient à la confédération de Mahan puis passe sous la domination de Baekje en 350. Elle est alors connue sous le nom de Gukwonseong (475, 550) puis de Gukwonsogyeong (557), Jungwonsogyeong (685), Jungwongyeong (757), Chungju (940, 983, 1018), Gukwongyeong (1254), Yeseong (1277), Eupnae (1913). C'était une des principales villes productrices de fer. Elle a été prise par les Japonais en 1592 lors de la bataille de Chungju.
Lors de la réforme administrative de 1896 et la création de la province du Chungcheong du Nord, la ville en devient le chef-lieu. Elle le reste jusqu'en 1908, année où elle cède cette fonction à la ville de Cheongju. Elle quitte le nom de Eupnae pour reprendre le nom de Chungju en 1917 et obtient le statut de ville (si) en 1956. Les communes rurales de son territoire ont été administrées séparément au sein du district de Jungwon entre 1956 et 1995.

## Géographie
Situé au centre de la Corée dans une région légèrement montagneuse, le territoire de la ville est marqué par la présence du lac de Chungju, un lac artificiel  créé par un barrage construit sur le Namhan entre 1978 et 1985 et servant à la protection contre les inondations et à la production d'électricité (400 MW). C'est le plus grand de Corée et dispose d'un service de ferry reliant Chungju à Danyang.
Parmi les montagnes, on peut citer le Poamsan (962 m) qui la sépare de la ville de Mungyeong dans le Gyeongsang du Nord, le Cheondeungsan (807 m) et le Bukbawisan (776 m) à la frontière avec la ville de Jecheon ainsi que le Gyemyeongsan (774 m).
| Mois                                | jan.  | fév.  | mars | avril | mai   | juin  | jui.  | août  | sep.  | oct.  | nov.  | déc.  | année   |
| ----------------------------------- | ----- | ----- | ---- | ----- | ----- | ----- | ----- | ----- | ----- | ----- | ----- | ----- | ------- |
| Température minimale moyenne (°C)   | −9,5  | −6,8  | −1,2 | 4,4   | 10,7  | 16,4  | 20,7  | 20,8  | 14,6  | 6,8   | −0,1  | −6    | 5,9     |
| Température moyenne (°C)            | −4,2  | −1,3  | 4,7  | 11,7  | 17,1  | 21,7  | 24,7  | 24,9  | 19,3  | 12,4  | 5,3   | −1    | 11,2    |
| Température maximale moyenne (°C)   | 1,9   | 5,1   | 11,4 | 19,4  | 24    | 27,6  | 29,6  | 30,2  | 25,8  | 20    | 12,1  | 5     | 17,7    |
| Ensoleillement (h)                  | 168,7 | 175,6 | 203  | 233   | 242,9 | 219,9 | 178,7 | 197,2 | 188,7 | 193,5 | 152,7 | 156,5 | 2 310,3 |
| Précipitations (mm)                 | 21,2  | 23,2  | 44,9 | 63,1  | 88,7  | 134,7 | 293,5 | 268,6 | 148,9 | 57,5  | 47,2  | 21,1  | 1 212,7 |
| Nombre de jours avec précipitations | 7,1   | 6,7   | 8,1  | 7,9   | 8,7   | 9,4   | 14,8  | 14,1  | 8,6   | 6,4   | 8,1   | 7,2   | 107,1   |
| Humidité relative (%)               | 72,9  | 69    | 65,7 | 60,4  | 64,3  | 70,4  | 77,4  | 78,5  | 78,4  | 76,2  | 75,2  | 74,9  | 71,9    |

Le climat de Chongju est de type continental tel qu'on le trouve sur la façade orientale des continents avec un été chaud et humide et un hiver froid et sec (−4,2 °C en moyenne en janvier) correspondant au type Dwa de la classification de Köppen. Sa position à l'intérieur des terres lui permet de bénéficier d'un ensoleillement plus important (2310 heures) et d'une plus grande amplitude thermique que dans le reste de la péninsule ce qui se révèle bénéfique pour la culture des pommes. Cette culture, introduite ici en 1912 après avoir conquis la Chine au XVIIIe siècle, est devenue une spécialité locale.
Chungju possède deux universités : l'université nationale de Chungju et un des deux campus de l'université Konkuk.

## Divisions administratives

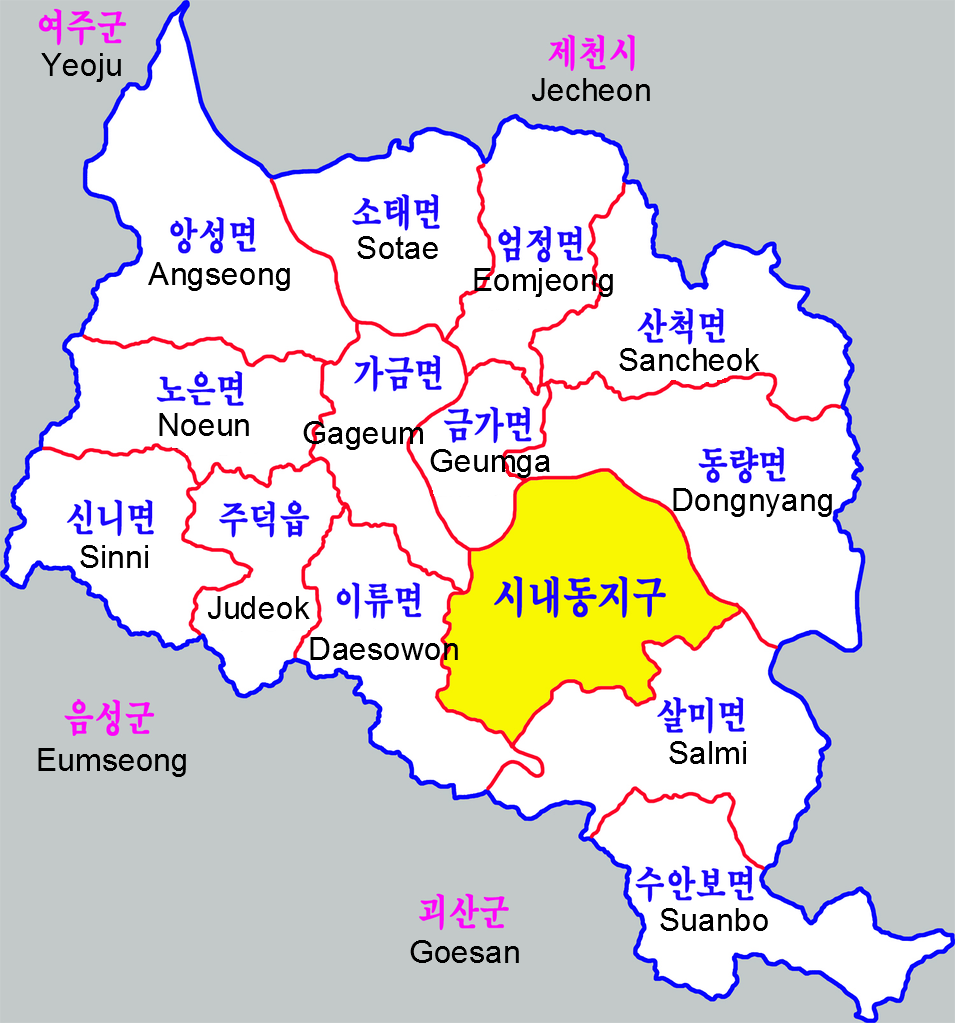
Divisions administratives

Au 31 mars 2011, Chongju comptait 211 091 habitants dont 2862 étrangers et 30 120 personnes âgées de plus de 65 ans.
La ville proprement dite est répartie en 12 quartiers (dong) comptant 162 777 habitants pour 97,6 km2, soit une densité de 1668 hab/km2. Les zones rurales l'entourant sont également incluses dans sa juridiction, ce sont la petite ville (eup) de Judeok-eup (주덕읍, 6276 hab., 48,4 km2, 130 hab/km2) et les 12 communes (myeon) suivantes : Daesowon-myeon (살미면, 5303 hab., 61,9 km2, 86 hab/km2, appelé Ilyu-myeon avant le 1er janvier 2012), Angseong-myeon (앙성면, 4612 hab., 100,3 km2, 46 hab/km2), Geumga-myeon (금가면, 4376 hab., 33,8 km2, 129 hab/km2), Dongnyang-myeon (동량면, 4260 hab., 109,4 km2, 39 hab/km2), Sinni-myeon (신니면, 3767 hab., 59,8 km2, 63 hab/km2), Eomjeong-myeon (엄정면, 3656 hab., 56,5 km2, 65 hab/km2), Suanbo-myeon (수안보면, 3511 hab., 73,4 km2, 48 hab/km2), Gageum-myeon (가금면, 2952 hab., 48,1 km2, 61 hab/km2), Sancheok-myeon (산척면, 2797 hab., 78,4 km2, 36 hab/km2), Noeun-myeon (노은면, 2618 hab., 61,8 km2, 42 hab/km2), Salmi-myeon (살미면, 2195 hab., 91,6 km2, 24 hab/km2), Sotae-myeon (소태면, 2115 hab., 63 km2, 34 hab/km2). Ces chiffres datent du 31 juillet 2011.

## Culture et tourisme

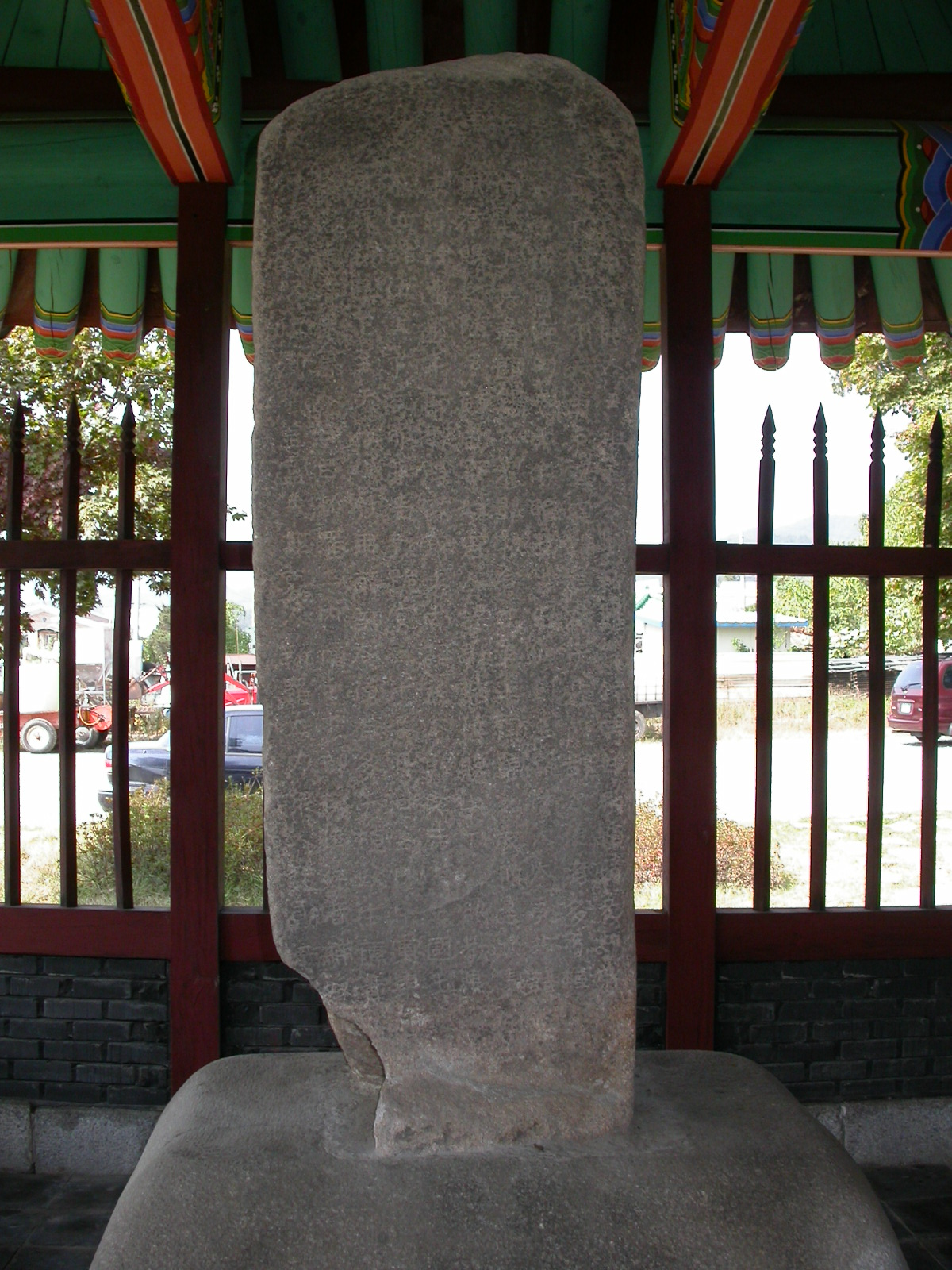
La stèle du Goguryeo

Chungju compte sur son territoire deux trésors nationaux. Classée no 6, Jungangtap, la « pagode centrale », est la plus grande pagode en pierre à sept niveaux de l'époque de Silla qui existe encore. Elle a été érigée sous le règne de Wonseong (r. 785-798) pour marquer le milieu de son royaume. Le second trésor est appelé monument de Koguryo, c'est une stèle du royaume de Goguryeo haute de 203 cm et datant du Ve siècle. Elle se trouve à Yungjeon-ri, commune de Gageum.
Jungangtap est située actuellement au milieu d'un parc de sculptures, près du Liquorium, un musée consacré aux spiritueux et près du barrage du lac de Chungju.
Au fond de la vallée de Hwangsan se trouve la station de ski de Sajo, construite près des sources thermales de Suanbo (soufre, 53 °C), déjà mentionnées en 1018.

## Événements sportifs
Les championnats du monde d'aviron 2013 se sont déroulés sur le lac Tangeum de Chungju, du 25 août au 1er septembre 2013.

## Personnages célèbres
- Heo Jeok (1610-1680), un homme politique, ministre sous la dynastie Joseon.
- Shin Kyung-rim (1936-2024), écrivain, est né et a étudié à Chungju.
- Ban Ki-moon (1944-), secrétaire général des Nations unies, a passé son enfance à Chungju.
- Lee Mankyo (1958-), écrivain et romancier.
- Suk Hyun-Jun , né le 29 juin (1991-) à Chungju en Corée du Sud, est un footballeur sud-coréen. Il évolue actuellement au poste d'attaquant au sein du club français du Stade de Reims.
- Kim Jun-kyu , né le 9 septembre (2000-) est un chanteur du groupe de KPOP Treasure de la YG Entertainment